# A. Everett Austin House
A. Everett Austin House is een huis uit 1930 in Hartford (Connecticut). Het was de woning van Wadsworth Atheneum directeur Arthur Everett Austin Jr..
Het is een National Historic Landmark sinds 1994.